# 1954年亞洲運動會跳水比賽
1954年亞洲運動會跳水比賽於5月5日至8日在菲律賓馬尼拉舉行，此次比賽設兩個小項（3公尺跳板、10公尺跳台）。日本隊奪得兩枚金牌，以色列獲得一枚金牌。

## 各項成績

### 男子
| 項目                | 金牌                        | 银牌                        | 铜牌                        |
| 3公尺跳板 （詳細）  | Yoav Raanan · 以色列（ISR） | 毛利勝一 · 日本（JPN）      | 馬場豐 · 日本（JPN）        |
| 10公尺跳台 （詳細） | 毛利勝一 · 日本（JPN）      | Yoav Raanan · 以色列（ISR） | K. P. Thakkar · 印度（IND） |

### 女子
| 項目                | 金牌                   | 银牌                   | 铜牌                     |
| 3公尺跳板 （詳細）  | 宮本正美 · 日本（JPN） | 坂口修子 · 日本（JPN） | 津谷鹿乃子 · 日本（JPN） |
| 10公尺跳台 （詳細） | 宮本正美 · 日本（JPN） | 坂口修子 · 日本（JPN） | 津谷鹿乃子 · 日本（JPN） |

## 獎牌榜
| 排名                     | 国家 / 地区              | 金牌 | 銀牌 | 銅牌 | 总计 |
| ------------------------ | ------------------------ | ---- | ---- | ---- | ---- |
| 1                        | 日本（JPN）              | 3    | 3    | 3    | 9    |
| 2                        | 以色列（ISR）            | 1    | 1    | 0    | 2    |
| 3                        | 印度（IND）              | 0    | 0    | 1    | 1    |
| 总计（共3个国家 / 地区） | 总计（共3个国家 / 地区） | 4    | 4    | 4    | 12   |

## 外部鏈接
- Medals

Template:1954年亚洲运动会项目